# Турул птица
Турул птица (мађ:Turul madár) је митолошка птица код Мађара (Хуна).
Турул је највероватније соко огромних димензија у односу на данашње соколове. Сама реч је турског порекла (тур:turgul,togrul). На мађарском језику соко се каже шољом (мађ:sólyom), али постоје и три стара израза за сокола и то су: керечен (мађ:kerecsen), зонгор (мађ:zongor) и турул (мађ:turul).
У мађарским легендама, турул, је споменут неколико пута као одраз веровања. Први пут се помиње када је Емеша, мајка принца Алмоша (мађ:Álmos), снила сан у коме јој се приказала птица турул, са којом је зачела и од које је чула да ће њено дете да постане отац велике нације, касније познате под имену Турул.
Други пут је турул одиграо улогу у досељавању Мађара у Панонску низију. Вођа Мађара, Алмош, је уснио сан у коме су велики орлови нападали коње и стоку. И тако из дана у дан, док није дошла турул птица и растерала орлове и спасла нацију од глади и смрти. Уједно то је био Мађарима и знак да треба да се селе и турул птица их је водила до данашње Панонске низије где су се Мађари населили, угнездили, и онда је птица нестала. 
Пре распада Мађарског краљевства била су три споменика турул птици, данас је само један остао видљив, на брду изнад Татабање. Распон крила турул птице, споменика, је скоро 15 метара.
У нашој земљи, у Беочину, на дворцу породице Шпицер, налази се огромна, камена Турул птица. Дворац је 1898. године пројектовао чувени мађарски архитекта Имре Штајндл. Нажалост, дворац пропада иако је под заштитом државе.

## Галерија
- Скулптура турул птице у замку Ужгород
- Птица турул, Татабања у Мађарској
- Птица турул, Скореновац, Србија
- Птица турул, Будимпешта
- Птица турул, Будимпешта